# محسن هاشمی (بانکدار)
محسن هاشمی بانکدار و مدیر ارشد اجرایی ایرانی است که به‌عنوان مدیر عامل بانک ایران زمین فعالیت می‌کرد. وی پیش‌تر از اعضای هیئت مدیره بانک صادرات ایران و بانک ایران زمین بود و سابقه عضویت در هیئت مدیره بانک کارآفرین را نیز در کارنامه مدیریتی خود دارد.